# Sanef 107.7
Sanef 107.7 est une radio privée française, ayant la particularité de n'être émise que le long des autoroutes du réseau de la Société des autoroutes du Nord et de l'Est de la France (Sanef) et sur une seule fréquence (107.7 MHz FM), grâce à l'emploi d'un réseau isofréquence synchrone.

## Historique
Cette station était exploitée par le groupe Radio France jusqu'au 30 juin 2014. Elle est maintenant exploitée par Mediameeting,. Le 15 janvier 2013, 107.7 FM a changé de nom pour s'appeler sanef 107.7.

## Organisation

### Studios
Les studios sont situés à Senlis au centre d'exploitation de Sanef.

### Équipes
L'équipe de Sanef 107.7 compte 20 personnes (12 journalistes). Les principaux dirigeants sont :
- Directeur d'Antenne : Arnaud Ducoudré[4] et
- Responsable des Programmes : Morgan Wiatr.

## Programmation
Sanef 107.7 diffuse un journal sur les conditions de circulation tous les quarts d'heure et des décrochages à tout moment si le trafic l'exige. La radio diffuse également un programme musical varié, le point complet de l'actualité mondiale en 2 minutes à H+ 0, prévisions météo à H+ 30, des rendez-vous culturels consacrés à la musique, à l’histoire, au patrimoine, des découvertes touristiques ou encore des idées de balades. L'information trafic est diffusée en français et en anglais (15' et 45' toutes les heures, de 6 h à 21 h) depuis l'ouverture du tunnel sous la Manche.
L'état du trafic est mis à jour toutes les 7 minutes dans les émissions intitulées Le Morning Drive et Le Grand Format, qui sont respectivement la matinale et la tranche de fin de journée de la grille des programmes.

## Identité de la station

### Logos

Logo de 107.7 FM jusqu'en 2013.
Logo de Sanef 107.7 depuis 2013.

### Slogan
- "La route avec vous"
- "Fier d'eux (dans les jingles et le top horaire)"

## Diffusion
Sanef 107.7 couvre une zone qui se situe au nord et à l'est de la France, avec 1 847,2 km. La radio couvre, depuis 2007, le réseau SAPN dont Sanef est en partie propriétaire. Elle couvre également l'A28, via Alis dont Sanef est propriétaire via un Groupement avec Bouygues Travaux Publics. Sanef 107.7 est depuis peu diffusé en RNT (DAB+) sur la couronne Île-de-France.

### Zone Nord (784,9 km)
- A1 : 	Section concédée (Roissy-en-France - Carvin)
- A2 : Section concédée (A1 - Hordain)
- A16 : 	Section concédée (L'Isle-d'Adam - Boulogne-sur-Mer)
- A26 : Calais - Saint-Quentin
- A29 : Concession Sanef (Neufchâtel-en-Bray - Saint-Quentin)

### Zone Ouest (378,4 km)
- A13 : Section concédée (Orgeval - Caen)
- A14 : Section concédée (Carrières-sur-Seine - Orgeval)
- A29 : Concession SAPN (Beuzeville - Saint-Saëns ; hors Pont de Normandie)
- A132
- A139
- A154
- A813

### Zone Est (684,9 km)
- A4 : Section concédée (Noisy-le-Grand - Reichstett)
- A26 : Saint-Quentin - Limite de concession Sanef/APRR (Troyes nord)
- A314
- A315
- A344